# Giải vô địch bóng đá U-16 nữ ASEAN
Giải vô địch bóng đá U-16 nữ ASEAN (tiếng Anh: AFF U-15 Women's Championship) là giải đấu bóng đá dành cho các đội tuyển nữ quốc gia dưới 15 tuổi. Giải được tổ chức lần đầu tiên vào năm 2009 với giới hạn độ tuổi là dưới 16. Giải được Liên đoàn bóng đá Đông Nam Á tổ chức hai năm một lần. Giải đấu chính thức được bắt đầu vào năm 2009 tại Myanmar và đội vô địch là Úc.

## Lịch sử

### 2009
Giải vô địch bóng đá U-16 nữ Đông Nam Á 2009 được tổ chức ở Myanmar từ ngày 9 tháng 10 đến ngày 18 tháng 10 năm 2009. Giải diễn ra tại sân vận động Thuwunna và sân vận động Aung San.
Trong trận chung kết, Úc đánh bại Thái Lan với tỷ số 8–0.

### 2017
Giải vô địch bóng đá U-16 nữ Đông Nam Á 2017 được tổ chức ở Lào từ ngày 8 tháng 5 đến ngày 20 tháng 5 năm 2017. Giải diễn ra tại sân vận động Quốc gia Lào mới.
Trong trận chung kết, Thái Lan đánh bại Philippines với tỷ số 6–2.

## Kết quả
| 2009 Chi tiết | Myanmar   | · Úc       | 8–0           | · Thái Lan    | · Việt Nam | 3–0           | · Myanmar A   |
| 2017 Chi tiết | Lào       | · Thái Lan | 6–2           | · Philippines | · Myanmar  | 3–1           | · Campuchia   |
| 2018 Chi tiết | Indonesia | · Thái Lan | 1–0           | · Myanmar     | · Việt Nam | 0–0 (3–0) pen | · Lào         |
| 2019 Chi tiết | Thái Lan  | · Thái Lan | 0–0 (5–3) pen | · Lào         | · Việt Nam | 1–0           | · Philippines |
| 2025 Chi tiết | Indonesia |            |               |               |            |               |               |

## Giải thưởng
Vua phá lưới
| Giải đấu       | Cầu thủ       | Bàn thắng |
| -------------- | ------------- | --------- |
| Myanmar 2009   |               |           |
| Lào 2017       |               |           |
| Indonesia 2018 | Myat Noe Khin | 9 bàn     |

Giải phong cách
| Giải đấu       | Đội      |
| -------------- | -------- |
| Myanmar 2009   | Thái Lan |
| Lào 2017       |          |
| 2018 Indonesia |          |

## Thống kê và kỷ lục

### Thành tích theo quốc gia
| Đội tuyển   | Vô địch              | Á quân   | Hạng ba              | Hạng tư  |
| ----------- | -------------------- | -------- | -------------------- | -------- |
| Thái Lan    | 3 (2017, 2018, 2019) | 1 (2009) | –                    | –        |
| Úc          | 1 (2009)             | –        | –                    | –        |
| Myanmar     | –                    | 1 (2018) | 1 (2017)             | 1 (2009) |
| Philippines | –                    | 1 (2017) | –                    | 1 (2019) |
| Lào         | –                    | 1 (2019) | –                    | 1 (2018) |
| Việt Nam    | –                    | –        | 3 (2009, 2018, 2019) | –        |
| Campuchia   | –                    | –        | –                    | 1 (2017) |

### Các quốc gia tham dự
| Đội tuyển   | 2009 (8) | 2017 (9) | 2018 (9) | Tổng số |
| ----------- | -------- | -------- | -------- | ------- |
| Úc          | 1st      | DNP      | DNP      | 1       |
| Campuchia   | DNP      | 4th      | GS       | 2       |
| Indonesia   | GS       | GS       | GS       | 3       |
| Lào         | DNP      | GS       | 4th      | 2       |
| Malaysia    | GS       | GS       | GS       | 3       |
| Myanmar     | 4th      | 3rd      | 2nd      | 3       |
| Myanmar B   | GS       | DNP      | DNP      | 1       |
| Philippines | GS       | 2nd      | GS       | 3       |
| Singapore   | DNP      | GS       | GS       | 2       |
| Thái Lan    | 2nd      | 1st      | 1st      | 3       |
| Việt Nam    | 3rd      | GS       | 3rd      | 3       |

Chú thích
DNP = Không tham dự
DNQ = Không vượt qua vòng loại
DNE = Không tham gia
GS = Vòng bảng